# Мухаммад аз-Зуркани
Имам Абу Абдуллах Мухаммад ибн Абду-ль-Баки аз-Зуркани (араб. أبو عبد الله محمد بن عبد الباقي الزرقاني‎; 1645 — 1710) — суннитский маликитский ученый-богослов.

## Биография
Его полное: Абу Абдуллах Мухаммад ибн Абду-ль-Баки аль-Азхари аз-Зуркани аль-Мисри аль-Малики. Известен также как Ибн Фуджлях
Родился в 1645 году в Каире. Родом из деревни Зуркан в провинции аль-Мануфийя в Нижнем Египте. Учился у своего отца, Абду-ль-Баки аз-Зуркани (ум. 1688), который был комментатором книги аль-Мавахиб аль-Лядунния и аль-Муватты. Его учителями также были Абдуллах аль-Хараси и аш-Шабрамаллиси.
Преподавал фикх и хадисы в аль-Азхаре.
Умер в 1710 году в Каире.

## Труды
Аз-Зуркани писал работы в основном в области хадисов и сиры.
- Комментарий к аль-Муватта имама Малика;
- Комментарий к аль-Мавахиб аль-Лядунния;
- Мухтасар аль-макасид аль-хасанах фи баян касир мин аль-ахадис аль-муштахара ʻаля аль-альсина/талиф Мухаммад аз-Зуркани[6];
- Тахкик Мухаммад ибн Лютфи ас-Саббах[6];
- Комментарий к аль-Манзума Умара аль-Байкуни[9].